# Dialectes italiens méridionaux extrêmes
Pour les articles homonymes, voir Dialectes italiens.
Les dialectes italiens méridionaux extrêmes,,(italien: dialetti italiani meridionali estremi) sont un ensemble de dialectes parlés dans le Salente (salentin), en Calabre (calabrais centro-méridional), en Sicile (sicilien) et dans le Cilento (cilentain méridional) avec des caractéristiques phonétiques et syntaxiques communes au point de construire un groupe unique, mais pas au point de permettre une pleine compréhension mutuelle.
Tous ces parlers dérivent, sans exception, du latin vulgaire et non du toscan ; il s'ensuit donc que le nom « italien » ici est une référence purement géographique, afin de regrouper les dialectes de l'Italie centrale et méridionale en « médian », « méridional » (ou alto - méridional, voire méridional-intermédiaire) et enfin « méridional extrême ». Le terme « dialectes » utilisé dans cet article est à prendre au sens de variétés linguistiques.
Aujourd'hui, les différents dialectes italiens de l'extrême sud sont encore parlés quotidiennement, bien que leur utilisation soit limitée à des contextes informels et soit principalement orale. Il existe des exemples d'utilisations littéraires complètes avec des concours (principalement de poésie) et des représentations théâtrales.

## Territoire et histoire
Le territoire où se trouvent les dialectes italiens méridionaux correspond grosso modo au territoire byzantin de l'Italie du IXe siècle. Le grec était parlé dans ces territoires, qui a survécu dans certaines zones du Salente et de la Calabre où il est connu comme griko, grecanico, voire grec d'Italie.
À un moment donné, il y a eu une phase de séparation temporaire du destin de la Sicile, qui a été conquise par les Arabes à partir de 827 pour former l'émirat de Sicile. L'arrivée de l'arabe affaibli les vestiges du latin déjà éprouvé par Byzance, alors que le grec résiste mieux. Ceci à tel point que quatre siècles plus tard, Frédéric II, empereur du Saint Empire romain germanique, doit traduire en grec la publication des constitutions de Melfi pour toucher une plus grande partie de la population.
Plus de deux siècles plus tard, en 1060, le normand Roger de Hauteville a commencé la reconquête de l'île, qui s'est achevée en 1091. Les frères Roger et Robert de Hauteville ont conquis et ont également commencé la relatinisation des régions du Salente et de la Calabre de langue grecque. La relatinisation des Normands avait un caractère à la fois politique et religieux, puisqu'elle indiquait le passage de l'église orthodoxe grecque à l'église de Rome, mais surtout de l'islam au christianisme (l'arabisation avait suivi le chemin inverse).
Cette relatinisation ne se fait pas avec le latin classique, mais avec le latin ecclésiastique de l'époque, déjà bien évolué en direction des langues romanes modernes. Des trois régions de la Calabre, du Salente et de la Sicile où l'on parle des dialectes de l'extrême sud, la plus grande unité linguistique se trouve en Sicile. Cette unité (relative) découlerait de divers facteurs, à la fois géographiques (la Sicile n'est pas traversé par des montagnes qui rendent les communications plus difficiles comme la Calabre), et culturels, puisque le passage de l'arabe au roman est beaucoup plus brusque et moins graduel que celui du grec au latin, interrompant plus efficacement l'influence de l'arabe sur le roman parlé.

## Classification
Les dialectes italiens méridionaux extrêmes se répartissent géographiquement en quatre groupes (eux-mêmes ayant des sous-groupes) :
- Salentin, dans le Salente;
- Calabrais centro-méridional, approximativement au sud de la rivière Coscile (au nord de laquelle les dialectes méridionaux intermédiaires de la région de Lausberg sont utilisés);
- Sicilien, qui occupe tout le territoire de la Sicile et la province de Reggio Calabria[6],[7];
- le Cilentain méridional, au sud du Cilento, une île linguistique de la région de Salerne.

Dans ce système complexe s'insèrent les îles alloglotes grecques (griko), albanaises (arbëreshë), gallo-italique en Sicile et même occitane à Guardia Piemontese en Calabre.

## Caractéristiques communes
Les principales caractéristiques que les dialectes italiens méridionaux extrêmes ont en commun et qui les différencient du reste des dialectes de la zone sud sont:
- le système vocalique sicilien, une caractéristique absente cependant de nombreux dialectes de la Calabre centre-nord[8] ;
- la présence de trois voyelles finales bien perceptibles dans la plupart des dialectes de cette région : -i, -u, -a ; à Cosentino[8] et dans le centre-sud du Salente, cependant, le -e final est également conservé;
- la prononciation cacuminale ou rétroflexe de -DD- dérivant de -LL-. Ce phénomène se retrouve également dans une partie de la Campanie et de la Basilicate ;
- le maintien des consonnes occlusives sourdes après les nasales : ainsi "mangia" sera donc prononcé mancia et non mangia. Cependant, ce phénomène est absent à Cosentino[8] ;
- l'absence d'infinitifs tronqués s'étend du haut Mezzogiorno à la Toscane (on a donc cantare ou cantari et non cantà). À cet égard également, le dialecte Cosentino est une exception;
- l'utilisation du prétérit avec des terminaisons similaires au passé simple italien et la non-distinction entre le passé composé et le passé simple ; cependant ce phénomène est absent dans le centre-nord de la Calabre (au nord de la ligne Lamezia Terme-Sersale-Crotone)[8].